# Gelasine elongata
Gelasine elongata là một loài thực vật có hoa trong họ Diên vĩ. Loài này được (Graham) Ravenna miêu tả khoa học đầu tiên năm 1988.